# HD 96167
HD 96167は、コップ座の方角に約280光年離れた位置にある、8等級の恒星である。

## 概要
| 太陽 | HD 96167  |
| ---- | --------- |
| 太陽 | Exoplanet |

HD 96167は、太陽の1.31倍の質量と1.86倍の半径を持ち、太陽と同じくG型主系列星に分類されている。金属量の値が高く、その含有量は太陽の2.19倍に及ぶ。

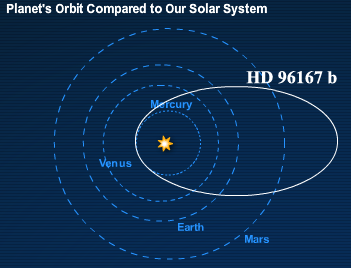
HD 96167 bの軌道と太陽系の内惑星系の軌道の比較

2009年、ドップラー分光法による観測で、HD 96167の周囲を公転している太陽系外惑星HD 96167 bが発見された。この惑星は、主星の周りを極端に歪んだ軌道で公転しているエキセントリック・プラネットとされている。
| 名称 （恒星に近い順） | 質量            | 軌道長半径 （天文単位） | 公転周期 (日) | 軌道離心率  | 軌道傾斜角 | 半径 |
| --------------------- | --------------- | ----------------------- | ------------- | ----------- | ---------- | ---- |
| b                     | ≥0.68 ± 0.18 MJ | 1.30 ± 0.07             | 498.9 ± 1.0   | 0.71 ± 0.04 | —          | —    |